# ميجات برهان الدين
في هذا الاسم الماليزي اسم ميجات عبد الرحمن (بالإنجليزية: Megat Abdul Rahman) هو اسم الأب، وليس اسم عائلة، ويجب الإشارة إلى الشخص بالاسم المسمى، برهان الدين. إن الكلمة العربية «بن» أو «بنت»، إذا تم استخدامها، تعني «ابن» أو «ابنة»، على التوالي.
ميجات برهان الدين بن ميجات عبد الرحمن يشغل حاليًا منصب نائب رئيس جامعة نيلاي والرئيس التنفيذي لها، ونائب رئيس مجلس سانت جون في ماليزيا ونائب القائد العام لسيارات إسعاف سانت جون الماليزية.

## السيرة الذاتية
بعد تخرجه من كلية الطب، جامعة مالايا، خضع ميجات برهان الدين لتدريب متخصص في طب الصحة العامة وعمل في حكومة ماليزيا لمدة 30 عامًا كطبيب أخصائي في الصحة العامة مع اهتمام خاص في إدارة الخدمات الصحية التخطيط الصحي وتخطيط القوى العاملة الصحية. بعد ذلك حضر دورات أخرى في العديد من الجامعات، بما في ذلك التخطيط الصحي في جامعة تورنتو، كندا.
في مجال التدريب، شغل منصب مدير معهد الصحة العامة ومدير التدريب وتخطيط القوى العاملة في وزارة الصحة. في إدارة الخدمات الصحية، تم تعيينه مديرًا لمستشفى كوالالمبور حيث كان مسؤولًا عن التشغيل السلس والإدارة الفعالة للمستشفى الرئيسي ومركز الإحالة الوطني لنظام الرعاية الطبية في البلاد. بعد ذلك، كان مسؤولاً عن التخطيط للخدمات الصحية في البلاد كمدير للتخطيط والتنمية. وكان آخر تعيين في وزارة الصحة هو نائب مدير عام الصحة حيث تم تكليفه بتنسيق وتطوير خدمات الرعاية الطبية.
بعد تقاعده من الخدمة المدنية وقبل تعيينه في جامعة مهاسا (بالإنجليزية: MAHSA University College)، كان المدير والرئيس التنفيذي لجامعة ملكا مانيبال الطبية (بالإنجليزية: Melaka-Manipal)، وهي مؤسسة تعليمية ربطت مع أكاديمية مانيبال للتعليم العالي، وهي جامعة تأسست في الهند.
كما قدم ميجات برهان الدين أيضًا أوراقًا على المستويين المحلي والدولي حول موضوعات مختلفة فيما يتعلق بصياغة وتطوير السياسات الصحية، ولا سيما اقتصاديات الصحة والتمويل، وتطوير تكنولوجيا الصحة وتنمية القوى العاملة الصحية. تم تعيينه كمستشار على المدى القصير من قبل المنظمات الدولية، بما في ذلك منظمة الصحة العالمية، في مجال إدارة الخدمات الصحية، التخطيط الصحي وتنمية الموارد البشرية بما في ذلك التدريب؛ والمركز الدولي للابحاث التنموية في كندا، في مجال أبحاث النظم الصحية.

## المناصب
ميجات برهان الدين هو عضو في المجلس الطبي الماليزي.و بصفته عضوًا في المجلس، ترأس عددًا من لجان التحقيق الأولية، بما في ذلك التحقيق في سوء السلوك المحتمل في تشريح الجثة الذي تم على كوجان أنانثان
(بالإنجليزية: Kugan Ananthan)، الذي توفي في عام 2009 أثناء احتجازه لدى الشرطة.
وهو أيضًا زميل في أكاديمية الطب بماليزيا.

## الجوائز
1.قائد خدمات الدولة - 1999
بالإنجليزية: Panglima Jasa Negara (P.J.N., which carries the title Datuk) - 1999
2.جلالة تاج بيراك - 1990
بالإنجليزية: Darjah Dato' Paduka Mahkota Perak (DPMP, which carries the title Dato') - 1990
3.جوهان سيتيا ماهكوتا - 1991
بالإنجليزية: Johan Setia Mahkota (J.S.M.) - 1991
4.محارب ولاية مانجكو - 1987
بالإنجليزية: Kesatria Mangku Negara (K.M.N.) - 1987
5.وسام قائد (أخ) في سانت جون - 1991
بالإنجليزية: Commander (Brother) of the Order of St John (CStJ) - 1991
6.وسام خدمة شقيق سانت جون - 1987
بالإنجليزية: Serving Brother of the Order of St John (SBStJ) - 1987